# 안드라고라스

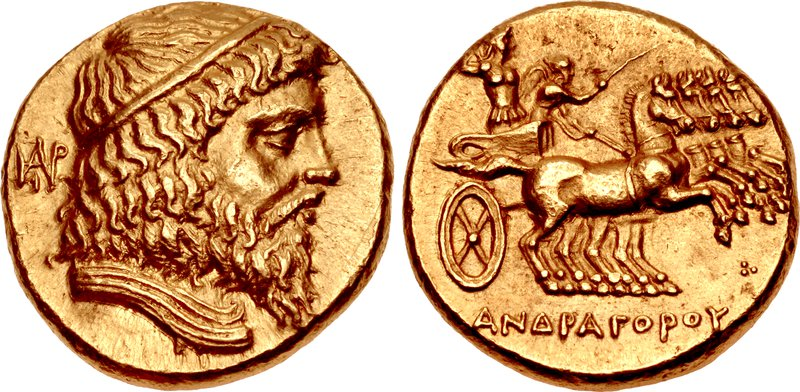
안드라고라스의 주화

안드라고라스 (?-238 BCE)는 안티오쿠스 1세 소테르와 안티오쿠스 2세 테오스 아래의 셀레우코스 제국의 파르티아 사트라프였다. 그는 알렉산더 대왕 아래의 안드라고라스와는 다른 인물이다.
안드라고라스는 셀레우코스 제국이 프톨레마이오스 이집트와 싸울 때, 셀레우코스 제국에서 독립을 씨름하였다. 그는 주화를 주조하였는데 그 주화에는 왕관을 쓴 모습과 이름이 새겨져 있다. 안드라고라스는 박트리아의 디오도투스 1세와 연맹하였는데 같은 시기에 독립하여 그레코-박트리아 왕국을 일으켰다.
안드라고라스는 수 년 동안만 다스렸다. 결국 그는 기원전 238년 파르티아 제국을 창시한 아르사케스 1세가 이끄는 파르니에 의해 피살되었다.